# Ol'ga Kiričenko
Ol'ha Oleksandrivna Kyryčenko, coniugata Pankratova (in ucraino Ольга Олександрівна Кириченко-Панкратова?, in russo Ольга Александровна Кириченко-Панкратова?, Ol'ga Aleksandrovna Kiričenko-Pankratova; 27 gennaio 1976), è un'ex nuotatrice sovietica, dal 1992 ucraina.

## Carriera
Specializzata nella rana, ha vinto la medaglia di bronzo nella staffetta 4x100 m misti alle Olimpiadi di Barcellona 1992.

## Palmarès
- Olimpiadi

Barcellona 1992: bronzo nella 4x100m misti.